# Можайський Лужецький монастир
Можайський Лужецький Різдва Богородиці Ферапонтів чоловічий монастир знаходиться у місті Можайськ Московської області Росії. Існує з XV століття. Єдиний (крім храмового комплексу на місці колишнього Якиманського монастиря) з середньовічних монастирів Можайська, який зберігся. Належить до юрисдикції РПЦ.

## Історія
Можайський Лужецький Ферапонтів чоловічий монастир розташований на околиці Можайська на високому правому березі річки Москви. Заснований 1408 року третім сином Дмитрія Донського князем Андрієм Дмитровичем, власником Можайська.
Преподобний Ферапонт (світське ім'я Федір) народився близько 1337 році в Волоколамську. 1377 року покинув батьківський дім у новий Московський Симонів монастир, де прийняв постриг. 1397 року покинув обитель і тривалий час подорожував по Півночі. Врешті про нього дізнався князь Андрій Можайський, який вирішив влаштувати обитель і закликав старця закласти її. Спочатку було зведену дерев'яну церкву Різдва Пресвятої Богородиці, однак вже 1420 року на її місці було зведено кам'яний собор. 1426 року преподобний Ферапонт помер і був похований біля північної сторони храму.
На початку XVI століття ігуменом монастиря був майбутній голова РПЦ Макарій (Леонтьєв). Саме у цей період на його кошти було зведено новий собор Різдва та трапезна із шатровим Введенським храмом. Близько 1547 року була споруджена церква Преображення Господнього над Святими воротами. 1549 року з ініціативи митрополита Макарія та Івана Грозного собор РПЦ зарахував преподобного Ферапонта до лику святих. Наприкінці XVI століття над його могилою було зведено кам'яний храм прп Івана Лествичника, однак 1723 року його перебудували та освятили в честь прп. Ферапонта. У ці часи монастир також виконував роль фортеці на західних околицях Московської держави. Був укріплений Борисом Годуновим, однак у період Смути його неодноразово руйнували польські та литовські війська.
1681–1692 рр обитель обнесли кам'яною стіною х 6-ма баштами. Тоді ж були зведені 4-х ярусна шатрова дзвіниця (вис. 35 м), Братський корпус та інші споруди.
У 1812 р. монастир був розграбований та спустошений. Монастир був закритий у 1926 році, почалось його руйнування. У роки II Світової війни у монастирі знаходилась фурнітурна фабрика, цех заводу медустаткування. У період німецької окупації тут був табір військовополонених.
У 1861–1965 рр. відбулась реставрація монастиря. У 1992 році на території монастиря розташовувався літній трудовий табір Всеправославного молодіжного руху.
У 1994 році Лужецький монастир був повернутий РПЦ.
1997 року були відкриті фундаменти храму прп Ферапонта. 26 травня 1999 року були віднайдені його святі мощі. Тепер рака з його мощами зберігається у надвратній Преображенській церкві.

## Храми та важливі об'єкти монастиря
- Соборний храм в ім'я Різдва Пресвятої Богородиці (1420, 1526–1542 рр)
- в ім'я прп. Іоанна Ліственничка (кін. XVI ст., з 1723 — в ім'я прп Ферапонта) з каплицею Усікновення Глави Івана Предтечі. Розібрана у 1960-ті. Збереглись фундаменти.
- в ім'я Преображення Господнього над святими воротами (1547 р.)
- в ім'я Введення в храм Пресвятої Богородиці (1-ша пол. XVI ст., перебудована у 2-й половині XVIII ст.).
- Джерело (колодязь) прп Ферапонта у 100 м від монастиря
- Подвір'я монастиря в місті Дмитров Московської області
- каплиця монастиря у Москві на площі біля Серпуховських воріт.
- каплиця монастиря на площі Калужських воріт. (Закрита на початку 1920-х років.)